# Molí d'Hostalric
El Molí d'Hostalric és un antic molí fariner del municipi d'Hostalric (Selva). És un edifici utilitzat actualment com a habitatge, situat als afores del nucli urbà, on s'hi arriba des d'un camí que surt de la Plaça dels Bous. És una obra inclosa en l'Inventari del Patrimoni Arquitectònic de Catalunya.

## Descripció
L'edifici, de planta rectangular, té soterrani, planta baixa i pis; i està cobert per una teulada a doble vessant amb els desaigües a la façana principal i posterior. A la façana principal, una portal en arc de llinda amb una porta de fusta a dues batents, dona accés a l'habitatge. Al costat dret del portal d'entrada, una finestra en arc de llinda. Just al costat esquerre de l'entrada, i annex a la façana principal coincidint en altura amb la planta baixa, un petit cos amb la teulada a una vessant, utilitzat com a cuina, a la que s'hi accedeix des de l'exterior mercès a una porta en arc de llinda oberta al lateral dret, o des de l'interior. En aquest cos annex també hi ha una finestra rectangular. Al pis hi ha quatre finestres en arc de llinda.

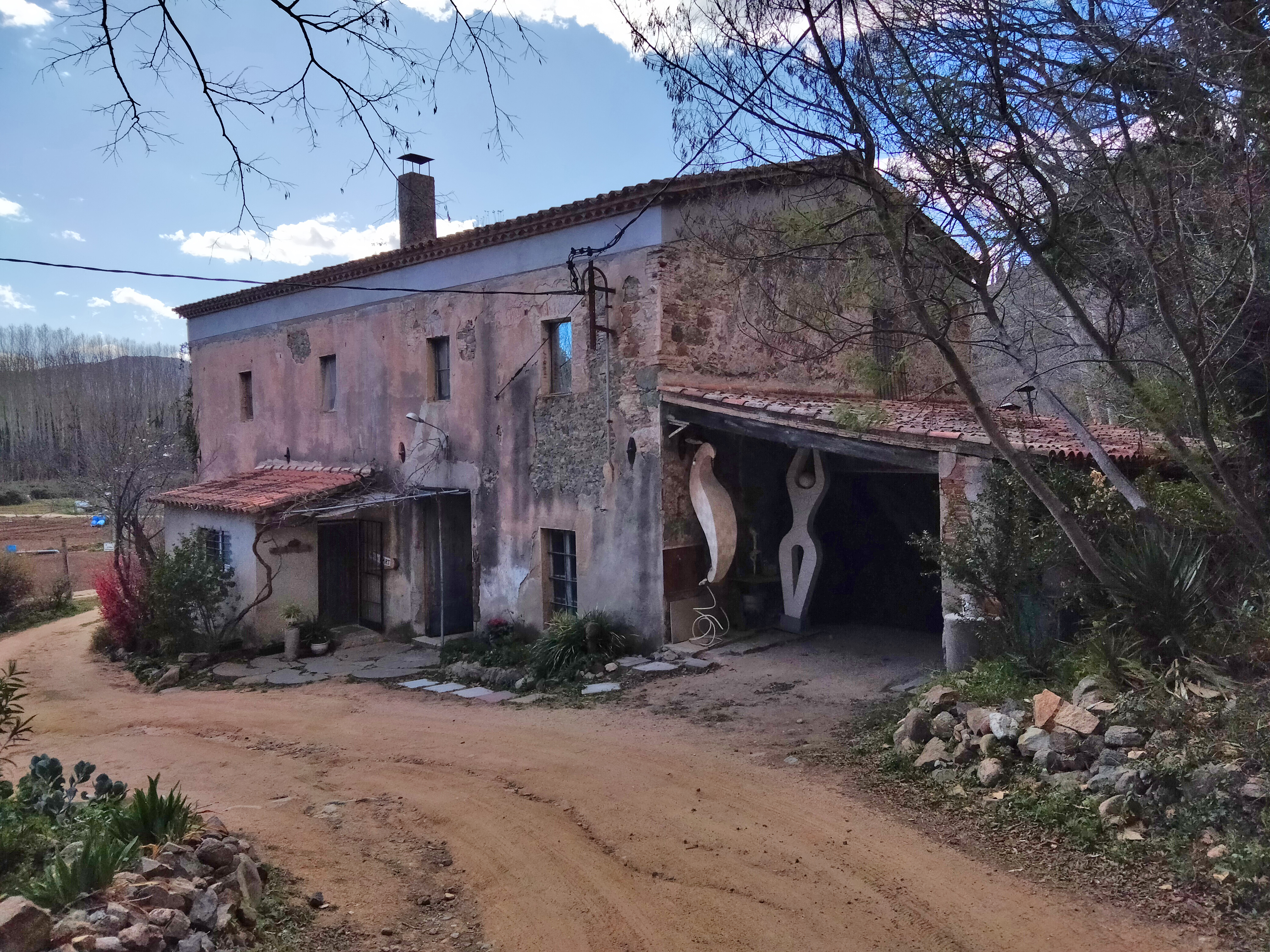
Angle nord-est

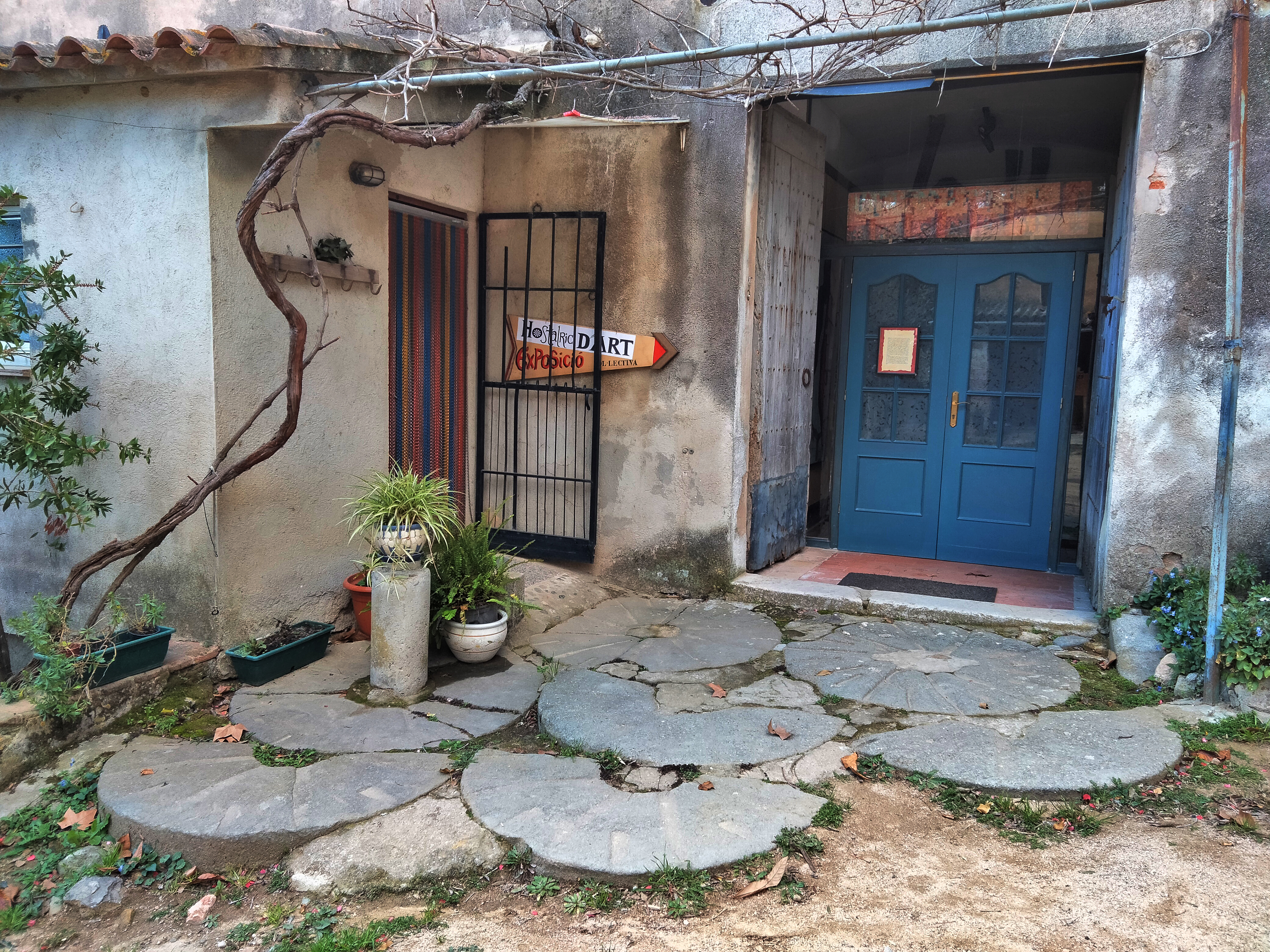
Detall de l'entrada, amb enllosat de moles

La façana principal, arrebossada, presenta restes de pintura que deixen veure que la façana havia estat pintada d'un color rosat, amb línies decoratives de color verd emmarcant les obertures i tota la façana principal. A la façana lateral dreta, s'hi troba annex un cobert amb el teulat a una vessant, ara utilitzat com a garatge. A la façana lateral esquerra, destaquen dos contraforts que la reforcen. Aquí podem apreciar clarament l'estructura de l'antic molí, compost de soterrani, planta baixa i pis, donat que el nivell de terra és més baix, i un portal en arc rebaixat, format per maons en sardinell, permet l'accés directe al soterrani. Al costat dret del portal hi ha dues petites obertures, a manera de respiralls.
A la planta baixa hi ha dues finestres de diferents dimensions en arc de llinda, i dues més al pis, també de diferents mides i en arc de llinda. A la part posterior de l'edifici, obertures en arc de llinda i un petit cos amb el teulat a una vessant, adossat a la façana a l'altura de la planta baixa. També hi trobem un jardí i el que havien estat la bassa gran i la bassa petita que donaven força al molí. La bassa petita és la que es troba adossada al molí i ara és un jardí que queda separat de l'altre jardí pel mur de la mateixa bassa. A l'interior de l'edifici, entre el soterrani, part de la planta baixa i part del primer pis, trobem en un excel·lent estat de conservació la maquinària del molí utilitzada en l'elaboració de farina.

## Història

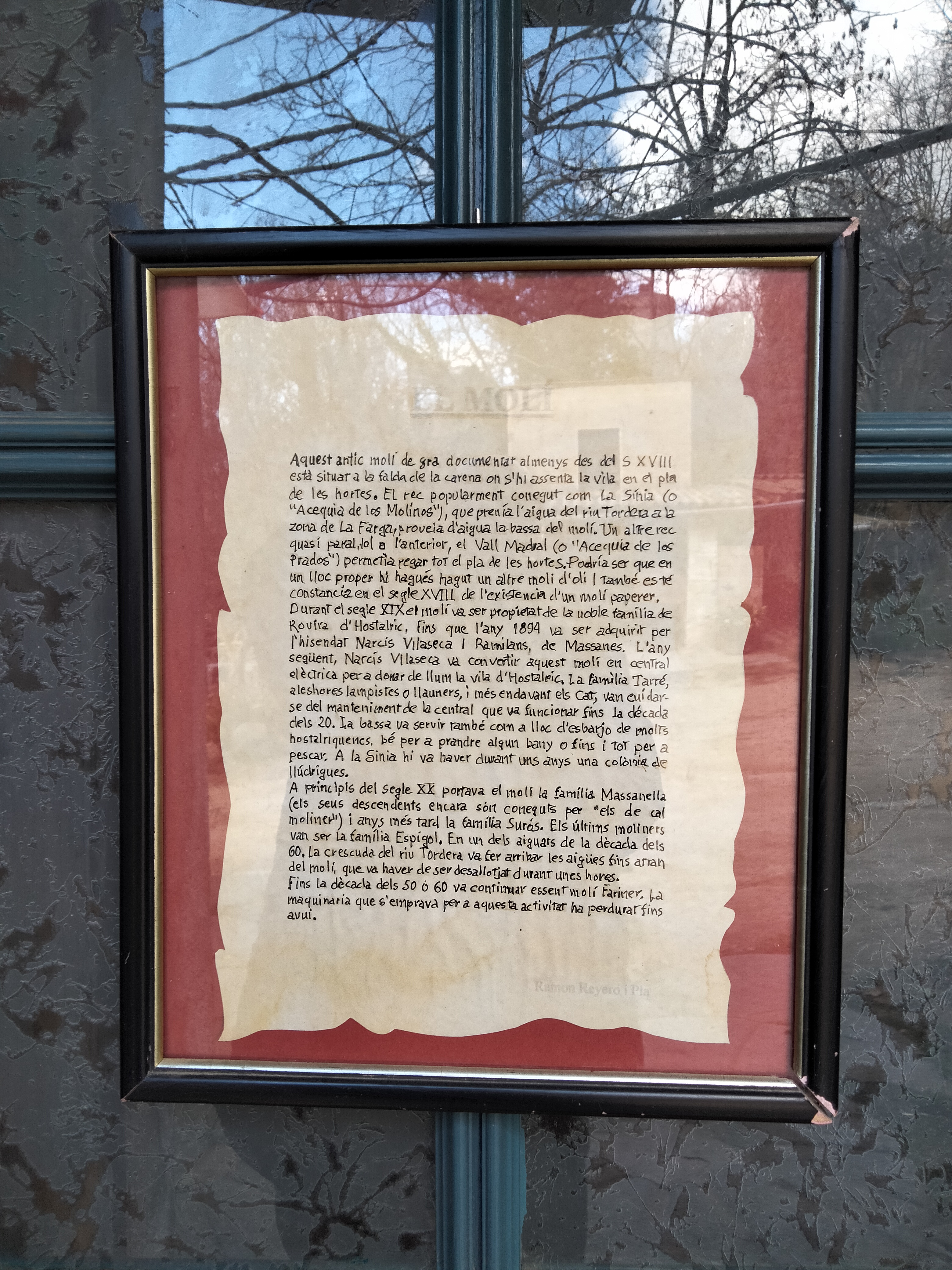
Rètol informatiu amb la història del molí

El molí està documentat des d'època medieval i era conegut com el Molí del Senyor o dels Vescomtes. La construcció actual data del segle xviii. L'any 1895 el propietari, Narcís Vilaseca i Remilans, va convertir el molí fariner en una central elèctrica que donà servei al poble fins al 1929. Als anys quaranta, es va habilitar una fàbrica de canonades a la zona del pati.